# موقع حفرة لقط التاريخي
حفرة لقط هو موقع تاريخي يحوي أكبر جدار صخري للنقوش و الكتابات الأثرية في الممكلة العربية السعودية و يقع غرب منطقة حائل .

## الموقع
تقع حفرة لقط بالقرب من جبل محجة و حوالي 100 كلم غرب بلدة الشملي , منطقة حائل . ويلاصق الموقع بحيرة ارتداها الناس قبل أن تجف تمامًا قبل آلاف السنين , وهو ما استدل به من النقوش في الموقع . ولا زالت منخفض صخري تجتمع فيه حتى الآن مياه الأمطار بعد هطولها .

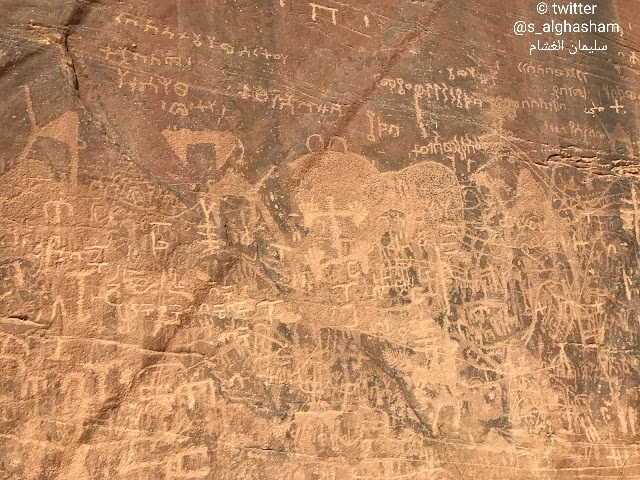
نقش لأسد ضخم في موقع حفرة لقط

## عن الجدار الصخري
يمتد الجدار الصخري بطول 120 مترًا و ارتفاع 7 أمتار وهو مليء بالنقوش التاريخية التي دونها أقوام بشرية متعاقبة مرت أو استوطنت المكان .

## ذكر الموقع لدى الرحالة الغربيين
ذكر الرحالة الألماني يوليوس اويتنج موقع حفرة لقط في كتابة (رحلة داخل الجزيرة العربية ) حيث قال : الثلاثاء 12/ 2/ 1884 م انطلقنا مع شروق الشمس وبعد ثلاث ساعات خيمنا في مراعي لقط الخضراء التي لم اشهد لخضرتها مثيلًا من قبل في جزيرة العرب (السعودية الآن), وقد كان يتوسطها حوض مائي صغير ماؤه غير صالح للشرب , قمت تعبيرًا عن بهجتي برؤية الماء بالسباحة فيه وعلى أحد الجوانب كانت هناك شواهد قبور قيل إنها لأربعة من أفراد قبيلة العواجي الذين قتلوا هنا أثناء الهجوم عليهم من قبيلة بلي قبل ثلاثة أشهر .
حينما وجدت على الصفحات الصخرية التي يصل ارتفاعها مائتي متر تقريبا عددًا يقدر بالمئات من النقوش ابتهلت إلى الله أن يعينني , وحيث إنه ليس بمقدوري نسخها كاملة حصرت نفسي بنسخ الواضح منها والذي يصل عدده مائة وخمسين نصًا, أما الأحجار الأخرى فقد رسم عليها مجموعة من المناظر البدائية لأشكال حيوانات متعددة .

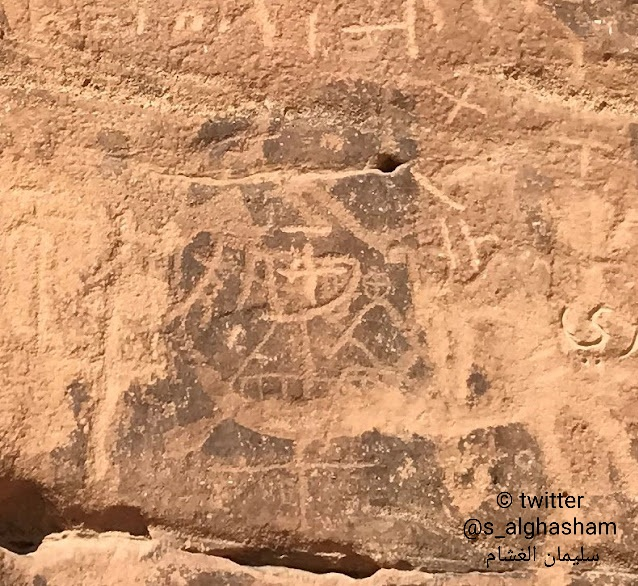
نقش لقارب و أعلاه شخص يجدف

## النقوش في الموقع
- رسومات للإبل .
- كتابات ثمودية .
- كتابات نبطية .
- كتابات إسلامية .
- رسومات بقر و خيل و نعام و وعول و ظباء و كلاب .
- رسم نادر لقارب وعليه شخص يقوم بالتجديف .
- نقش للمستشرق الفرنسي تشارلز هوبر أرخه سنه 1884 م .

## معرض صور

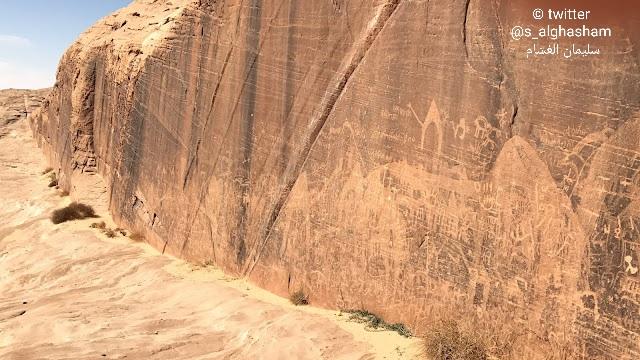
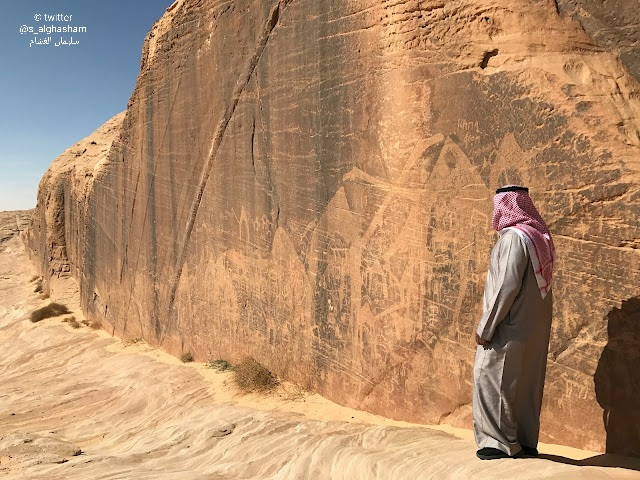
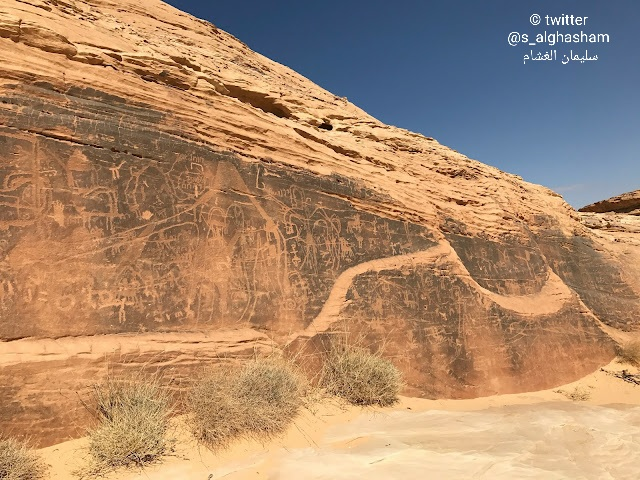
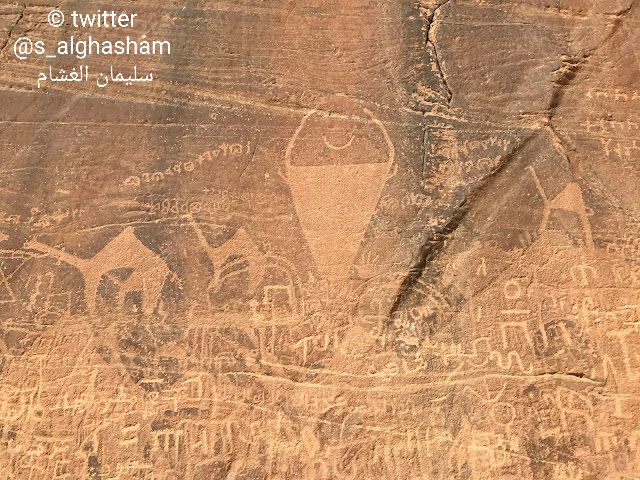
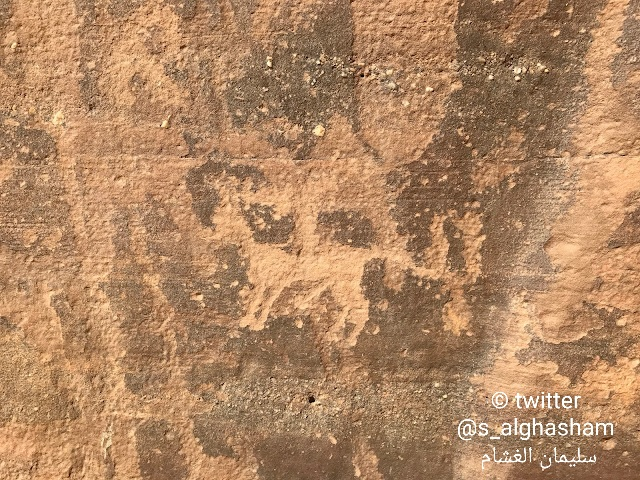
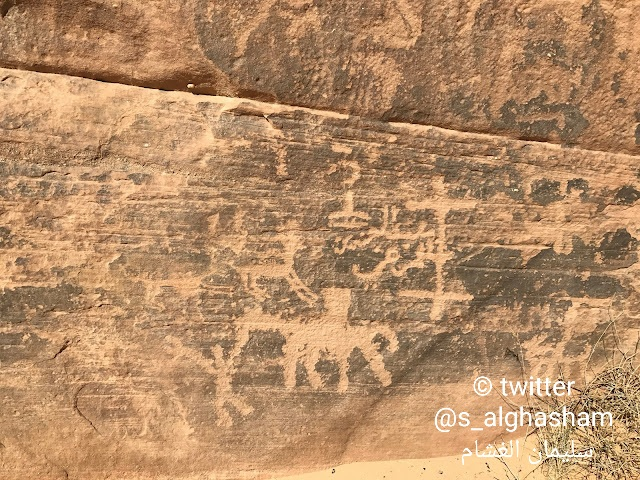
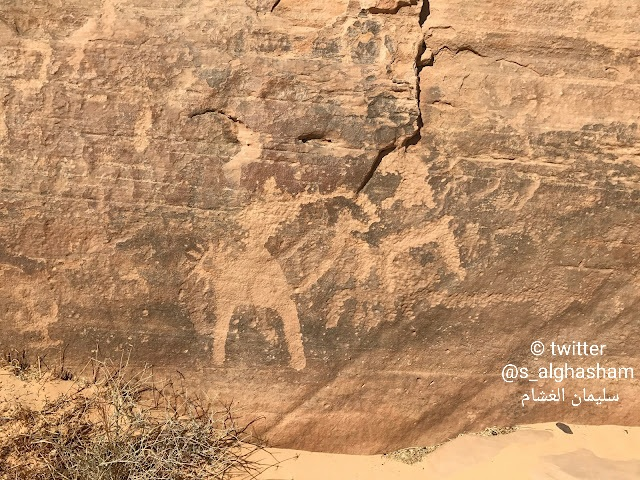
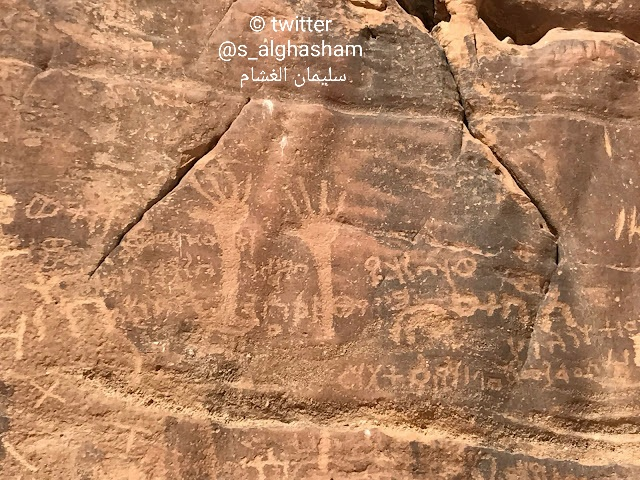
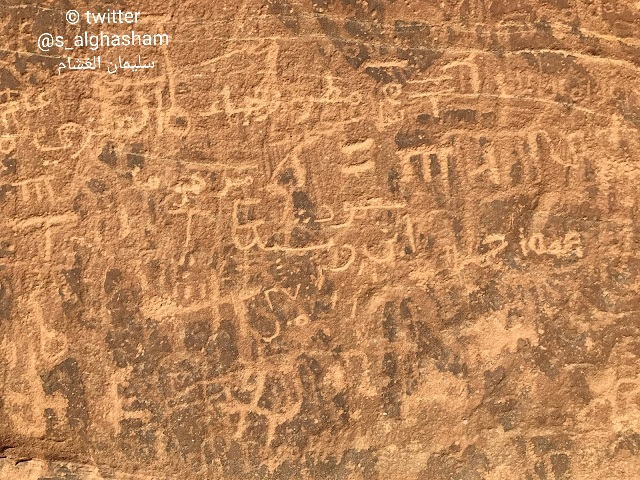
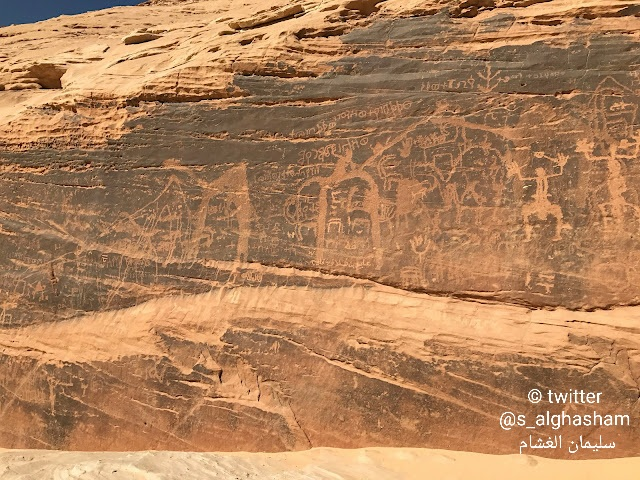
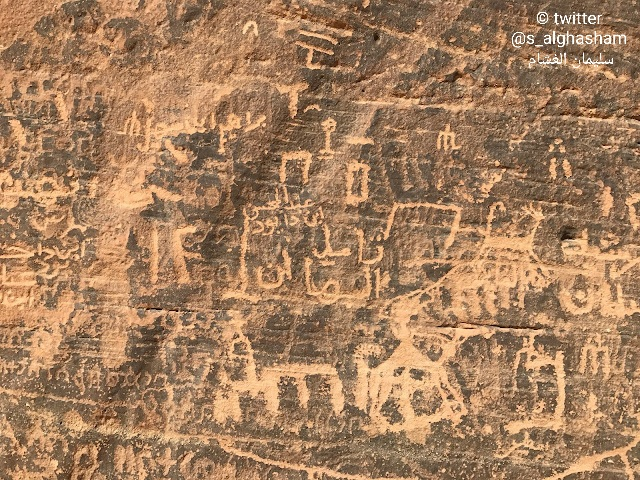
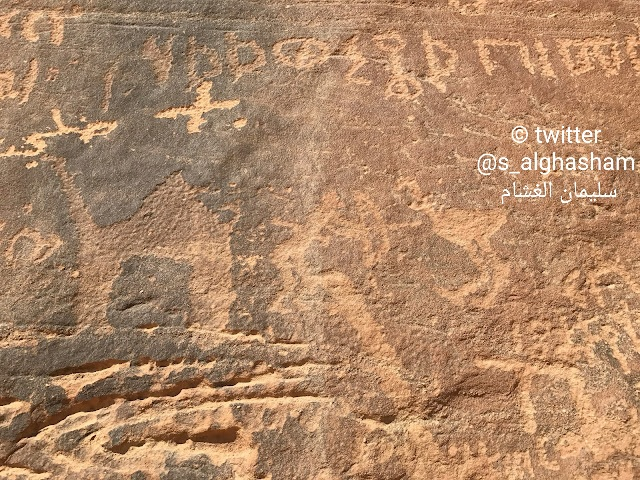
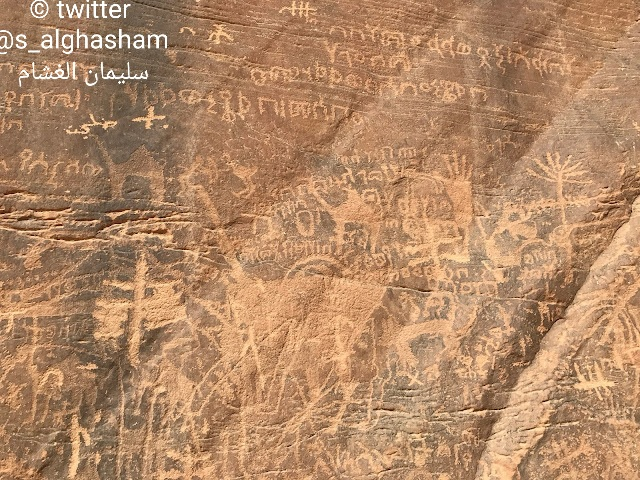
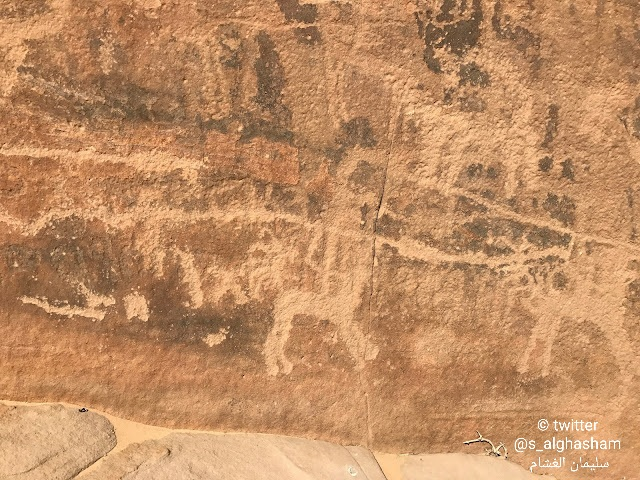
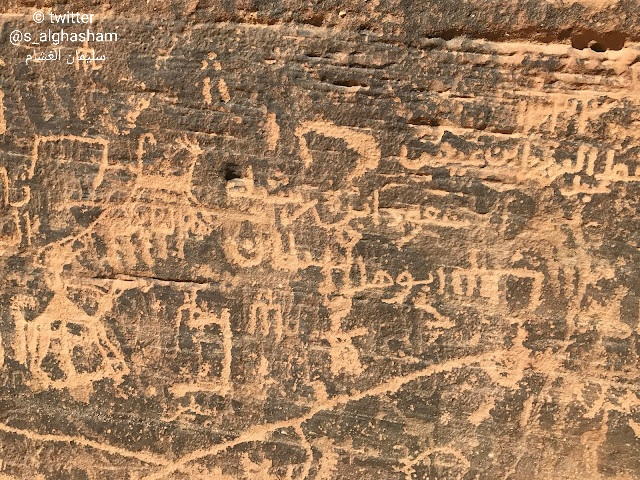
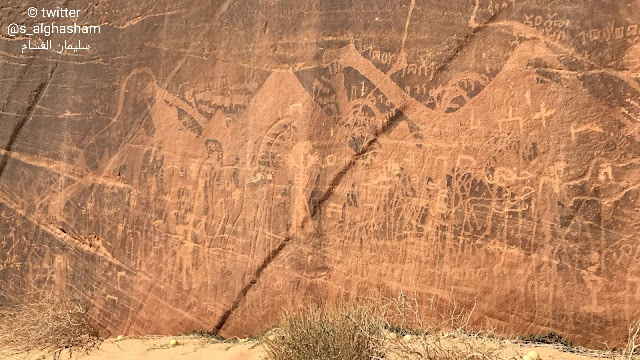
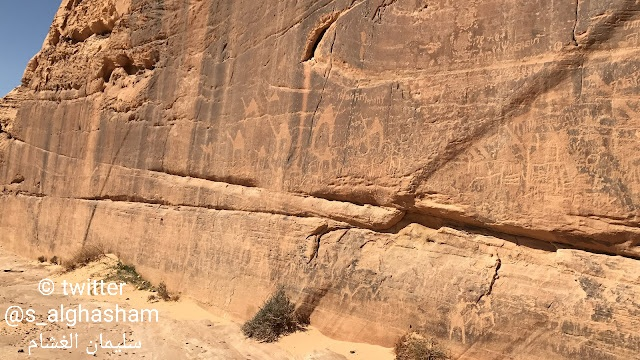